# 英厄马尔·赫德贝里
英厄马尔·赫德贝里（瑞典語：Ingemar Hedberg，1920年3月8日—2019年5月19日），瑞典男子皮划艇运动员。他曾代表瑞典参加1952年夏季奥林匹克运动会皮划艇比赛，获得男子双人皮艇1000米银牌。